# أنتوني دون
أنتوني دون (بالإنجليزية: Anthony Don)‏ هو لاعب دوري الرغبي أسترالي، ولد في 21 سبتمبر 1987 في Manly, New South Wales ‏ في أستراليا.